# A29高速公路 (葡萄牙)
A29高速公路（葡萄牙語：A29），又稱銀色海岸高速公路（Auto-Estrada da Costa da Prata），是葡萄牙中部一條的高速公路。呈南北走向，南起阿威羅區安熱雅，北至加亞新城安多里紐村。全長53公里。
有十七處交流道、兩處服務區。1995年起分段通車，2009年全面通車。